# أمجد وليد
أمجد وليد (مواليد 1 يونيو 1993 في العراق-)، لاعب كرة قدم عراقي يلعب لنادي نفط الوسط العراقي في مركز الوسط.

## روابط خارجية
- أمجد وليد على موقع قاعدة بيانات كرة القدم.إي يو (الإنجليزية)
- أمجد وليد على موقع ناشيونال فوتبول تيمز (الإنجليزية)
- أمجد وليد على موقع كووورة

أمجد على موقع كوورة